# William Babell
William Babell (ur. ok. 1690 w Londynie, zm. 23 września 1723 tamże) – angielski klawesynista, organista, skrzypek i kompozytor epoki baroku.
Studiował u Pepuscha i być może także u Händla. Był członkiem prywatnej orkiestry królewskiej i organistą w All Hallows w Londynie. Komponował suity na instrumenty klawiszowe (klawesyn, szpinet), sonaty na skrzypce, obój lub flet, a także koncerty na skrzypce lub flet piccolo.
Dokonał wielu transkrypcji na klawesyn popularnych wówczas arii operowych, zwłaszcza z oper Händla, np. Rinaldo. Był wyjątkowo sprawnym instrumentalistą, a wiele jego transkrypcji mogło być wykonywanych tylko przez wirtuoza.
Jego rękopisy są chętnie analizowane przez badaczy, stanowią bowiem bogate źródło informacji na temat praktyki muzycznego zdobnictwa i improwizacji stosowanej w baroku.

## Opublikowane utwory
- The 3rd Book of the Ladys Entertainment, or Banquet of Musick (transkrypcja na klawesyn) (1709)
- The 4th Book of the Ladys Entertainment (aranżacja na klawesyn) (1716)
- Suits of the Most Celebrated Lessons [harpsichord arrangements of Handel, some original material] (1717)
- The Harpsichord Master Improved … with a Choice Collection of Newest and Most Air'y Lessons (1718)
- Trios de diefferents autheurs choises & mis en ordre par Mr Babel (transkrypcja na klawesyn) (1720)
- XII Solos … with Proper Graces Adapted to Each Adagio, book 1 (skrzypce/obój, klawesyn) (ok. 1725)
- XII Solos … with Proper Graces Adapted to Each Adagio, book 2 (skrzypce/obój/flet, klawesyn) (ok. 1725)
- Concertos in 7 Parts for violins and small flute, or sixth flute (flet prosty sopranowy), op. 3 (ok. 1726)

Wiele kompozycji i transkrypcja na klawesyn zachowało się w rękopisach.